# Front nationaliste du Mexique
Le Front nationaliste du Mexique (en espagnol : Frente Nacionalista de México), anciennement connu sous le nom d'Organisation pour la volonté nationale (en espagnol : Organización por la Voluntad Nacional), est un groupe nationaliste mexicain d'extrême droite, connu pour son exaltation du passé précolombien du Mexique et son utilisation de l'attirail national-socialiste. Le Front nationaliste du Mexique affirme qu'il a été formé par des personnes provenant de différentes tendances politiques. Le mouvement prend des positions sociales pour le renouveau national du pays et pour l'unité de la nation mexicaine. Il dénonce l'influence des États-Unis au Mexique.